# Bernard Pouderon
Bernard Pouderon (Saint-Étienne, 16 settembre 1951) è un grecista e professore universitario francese, specializzato nella letteratura del cristianesimo primitivo e della tarda antichità.

## Biografia
Bernard Pouderon è professore emerito di letteratura della tarda grecità all'Università di Tours, associato al Centre d'études supérieures de la Renaissance (Unità mista di ricerca del CNRS 7323) e, dal 2007, membro senior dell'Institut universitaire de France. Autore di numerosi libri e articoli sulla letteratura cristiana dei primi tre secoli, ha curato i primi tre volumi di una Histoire de la littérature grecque chrétienne (Les Belles Lettres, 2016-2017) ed è stato uno dei curatori del volume della Bibliothèque de la Pléiade dedicato ai primi scritti cristiani (Gallimard, 2016).
Ha curato un'edizione critica del Dialogo con Trifone.

## Opere
- Athénagore d'Athènes philosophe chrétien, Paris, Beauchesne, 1989.
- D'Athènes à Alexandrie : études sur Athénagore et les origines de la philosophie chrétienne, Louvain, Peeters, et Québec, Presses de l'Université Laval, 1997.
- Les Apologistes grecs du second siècle, Paris, Cerf, 2005.
- La Genèse du roman pseudo-clémentin : études littéraires et historiques, Louvain, Peeters, 2012.
- Métamorphoses de Simon le Magicien. Des Actes des apôtres au Faustbuch, Paris, Éditions Beauchesne, 2019.

### Edizioni critiche
- Athénagore. Supplique au sujet des chrétiens et Sur la résurrection des morts, Paris, coll. « Sources Chrétiennes » n° 379, Cerf, 1992.
- Aristide. Apologie, avec la collaboration de B. Outtier, M.-J. Pierre, M. Guiorgadzé, Paris, coll. « Sources Chrétiennes » n° 470, Cerf, 2003
- Pseudo-Justin . Ouvrages apologétiques, avec la collaboration de C. Bost-Pouderon, M.-J. Pierre, P. Pilard, Paris, coll. « Sources Chrétiennes » n° 528, Cerf, 2009.
- Évhémère de Messène, Inscription sacrée, Introduction, texte grec, traduction et commentaire par Sébastien Montanari et Bernard Pouderon, collection « Fragments », Paris, Belles Lettres, 2022.
- Clemente d'Alessandria, Stromates, livre I, Introduction, texte grec, traduction et commentaire, Paris, coll. « Sources Chrétiennes » n° 633, Cerf, 2023.

## Premi
- 1990: Prix Victor-Cousin, assegnato dall'Académie des sciences morales et politiques per l'opera Athénagore d'Athènes;
- 1991: Premio Théodore-Reinach, assegnato nel 1991 dall'Association pour l'encouragement des études grecques en France per Athénagore d'Athènes;
- 2009: Premio Alfred-Croiset, assegnato dall'Académie des inscriptions et belles-lettres per Les Apologistes grecs du second siècle.

## Onorificenze
- 1996: cavaliere dell'Ordine delle Palme accademiche;
- 2006: ufficiale dell'Ordine delle Palme accademiche;